# Limnichoderus cupidus
Limnichoderus cupidus är en skalbaggsart som beskrevs av Wooldridge 1981. Limnichoderus cupidus ingår i släktet Limnichoderus och familjen lerstrandbaggar. Inga underarter finns listade i Catalogue of Life.